# Краљевина Аксум
Краљевство Аксум или Аксумско царство (староетиопски:Mangiśta Aksum), била је важна држава у североисточној Африци, која је свој успон и раст отпочела од 4. веку п. н. е. да би свој зенит досегла у 1. веку наше ере.
Њено древно седиште, град Аксум, налазило се у северној Етиопији. Краљевство Аксум почело је да користи име Етиопија већ у 4. веку. Аксум је наводно и место где се налази митски Ковчег Савеза (Арон Хабри) и двор краљице од Сабе. Аксум је био и прво велико царство које је прихватило хришћанство.

## Историја
Аксум се први пут помиње у 1. веку у римском Пељару по Еритрејском мору (Periplus Maris Erythraei) као важан центар за трговину слоновачом, цењену робу античког света. Из тог Пељара се дознаје и да је владар Аксума у 1. веку био Зоскалес, који је поред владавине у Аксуму имао контролу и над две луке у Црвеном мору: Адулис (код данашње Масаве) и Авалитес (код Асабе) данас у Еритреји. Из тог Пељара дознаје се и да је Зоскалес био упознат с грчком литературом.

### Трговина као извориште снаге и моћи
Смештено у северној Етиопији и Еритреји, Краљевство Аксум било је дубоко везано уз трговину између Индије и Средоземља. Аксум је искористио промену римских поморских путева према Индији. Та промена догодила се негде око почетка наше ере. Старији пловни путеви ишли су до Персијског залива, јер се пловидба одвијала само уз обалу. Тако су се користиле бројне успутне луке и на крају каравански путеви, којима се роба достављала до Леванта.
Црвено море је у том времену било од секундарног значаја. Негде око 100. п. н. е. почела је да се користи нова поморска рута од Египта до Индије преко Црвеног мора. На њој су могли да се користе монсунски ветрови да се преброди Арапско море и допре до јужне Индије. Негде око 100. године, обим промета по Црвеном мору се драматично повећао, јер је нарасла римска потражња за егзотичним робама.
У то време, лука Адулис на Црвеном мору, постала је главна лука за извоз афричких драгоцених роба попут; слоноваче, тамјана, злата, робова и егзотичних животиња. Како би осигурали доставу таквих добара, краљеви Аксума чинили су све да прошире своју трговачку мрежу по унутрашњости Африке. Имали су бројне супарнике, који су се бавили истим послом од пре, попут Краљевине Куш, која је у прошлости опскрбљивала Египат с афричким робама преко Нила. Већ негде при крају 1. века, Аксум је стекао контролу над територијом Краљевине Куш. Током 2. и 3. века, Краљевство Аксум проширило је своју контролу над јужним делом Црвеног мора. Тако је Краљевство Аксум поступно успело да постане главни добављач афричких роба за Римско царство.

### Порекло Аксума
За Краљевство Аксум се дуго држало да су га основали Сабејци који су прешли преко Црвеног мора из Јужне Арабије (данашњи Јемен) на територију Етиопије. Данас пак многи мисле да је оно резултат аутохтоног афричког развоја.
Научници попут Стјуарта Манро-Хеја указали су на постојање пуно старијег Краљевства Дамот (Краљевство Д'мт), које је постојало пуно пре Сабејске миграције већ тамо око 4. или 5. века п.н.е. Други аргуменат који наводи Манро-Хеј јесте да су Сабејски досељеници живели на територији Аксума тек неколико деценија и било их је врло мало. Трећи аргуменат Манро-Хеја је староетиопски семитски језик Гиз, за који се данас држи да није изведеница Сабејског. У међувремену су прикупљени докази о постојању семитских језика у Етиопији и Еритреји старих 2000. год. п.н.е.
Сабејски утицај на краљевство Аксум се данас држи за маргиналан, ограничен на свега неколико локалитета, а и тамо се губи након неколико деценија (или векова). Ти локалитети су можда били трговачке или војне колоније, које су живеле у некој врсти симбиозе или савеза са Краљевством Дамот или нека прото-аксумитска држава. Збрку повећава постојање античког етиопског града који се звао Саба, али које по свему изгледа није било насеља Сабејаца.

### Аксумско царство
Царство Аксум на врхунцу своје моћи простирало се на већини територије данашњих држава; Еритреје, на северу Етиопије и Судана, те по Јемену и делу јужне Арабије. Главни град царства био је Аксум (север Етиопије). Данашњи Аксум је мањи град, који ничим не говори да је некад био метропола, културно и господарско средиште царства. И данас се поред града налазе остаци аксумских гробова са високим обелисцима и стелама.
Остали важни градови царства били су; Јеха, Хавулти, Матара, Адулис, и Кохаито (последња три су данашњој Еритреји).
Од 3. века, Краљевство Аксум је почело да се меша у јужноарапске послове, преузевши контролу над обалним појасом Тихама (данас северни Јемен). При крају 3. века, Аксум је отпочео да кује споствени новац назвавши га по тада славном хришћанском пророку Мани. Тако је Аксум био једна од четири велике силе свога времена, уз Персију, Рим, и Кину која је ковала новац.
Негде око 325. или 328. за време краља Езана, Аксум је прихватио хришћанство и био прва држава која је користила мотив крста на својим кованицама. На свом врхунцу, Краљевство Аксум контролисало је север Етиопије, Еритреје и Судана, југ Египта, Џибути, Јемен, и јужни део Саудијске Арабије. Укупно је контролисала 1,25 милиона km².
По неким историчарима, Аксум је био савезник Византије у борби против Сасанидског Персијског царства и растућег утицаја ислама у том делу света. То савезништво је напрасно прекинуто из необјашњивих разлога у 7. веку.

### Пропаст Аксума и победа паганских племена
Након другог златног доба, почетком 6. века, царство је се почело да се урушава, тако да је почетком 7. века престала производња кованица. Истовремено, десио се процес велике сеобе становништва, које је кренуло на висоравни у унутрашњости Етиопије ради веће сигурности и бољих услова за живот. По месној усменој предаји, за то је била крива јеврејска краљица по имену Гудит (Јудита). Она је војно поразила Аксумско царство, те потом уништила све његове трагове (цркве и књиге). Неки савремени историчари сумњају у њезино постојање, па дакле и у ту причу.
Друга теорија полази од тога да је Аксумско царство срушила паганска краљица с југа, по имену Бани ал-Хамвијах, вероватно владарица племена ал-Дамутах или Дамоти (Сидама). Након краћег црног раздобља помутње и пропасти, Аксумско царство наслеђује у 11. или 12. веку Династија Загај, иако не више тако моћна и снажна. Након династије Загај, на власт се попео Јекуно Амлак, који је убио последњег краља из династије Загај и основао модерну Соломонску династију. Он је тврдио да вуче родословље од последњег цара Аксумског царства, Дил Наода.
Трећа теорија о пропасти Аксумског царства полази од научних чињеница о климатским променама које су се десиле у том времену на Рогу Африке. Уз то претерано исцрпљивање земље екстензивном земљорадњом, те смањење трговачке активности по Црвеном мору, довело је до господарског слома царства.

## Живот у Краљевству Аксум

### Друштвено уређење Краљевства Аксум
Становници Аксума били су мешавина народа. Један део били су Хабеши, народ који је говорио семитским језиком добар део говорио је Кушитски, те Нило-сахарским језицима (Народ Кунама и Нара).
Аксумитски краљеви носили су званични наслов — нигуса Нагаст на староетиопском језику (Краљ краљева).
Аксумско царство кренуло је као робовласничко друштво, али су с временом увели феудални систем као погоднији за земљорадњу.

### Религија
Пре продора хришћанства у Аксум, практиковао се политеизам у којем је Астар био главно божанство. Око 324. године после нове ере, краља Езана II преобратио је на хришћанство његов роб-учитељ Свети Фруменције, оснивач Етиопске цркве. Фруменције је био у контакту са црквеним круговима из Александријске патријаршије, те су га они поставили за епископаа Етиопије око 330. године. Утицај црквених кругова из Александрије никада није био особито јак у Аксуму, тако да је етиопска црква развила сопствени црквени обред.

### Култура
Царство Аксум је било познато по својим бројним културним достигнућима, попут сопственог алфабета — Гиз који се развио из јужноарапског алфабета.

### Кованице
Царство Аксум је била прва афричка држава довољно привредно снажна да се упусти у амбициозни подухват ковања сопственог новца (о томе постоје бројне легенде на староетиопском и грчком). Од владавине краља Ендубиса до краља Армаха (око 270 — 610), ковао се златни, сребрни и бронзани новац.

### Стеле и обелисци
Бројне стеле и обелисци су најпрепознатљивији делови аксумитске оставштине. Ти камени визири служили су им за означавање гробова. Највећи од свих досад пронађених обелиска био је висок 33 м.